# Lago del Salto
Il lago del Salto (anche detto lago di Borgo San Pietro) è il più grande lago artificiale del Lazio, situato in provincia di Rieti, creato nel 1940 dallo sbarramento del fiume Salto con la diga del Salto e la conseguente sommersione dell'omonima profonda Valle nel Cicolano. Le sue acque sono condivise con quelle del vicino bacino idroelettrico del lago del Turano mediante un canale artificiale lungo circa 9 km sotto la giogaia del Monte Navegna (1.508 m s.l.m.), che insieme alimentano la centrale idroelettrica di Cotilia, costruita nel 1942 a servizio delle acciaierie di Terni.

## Descrizione

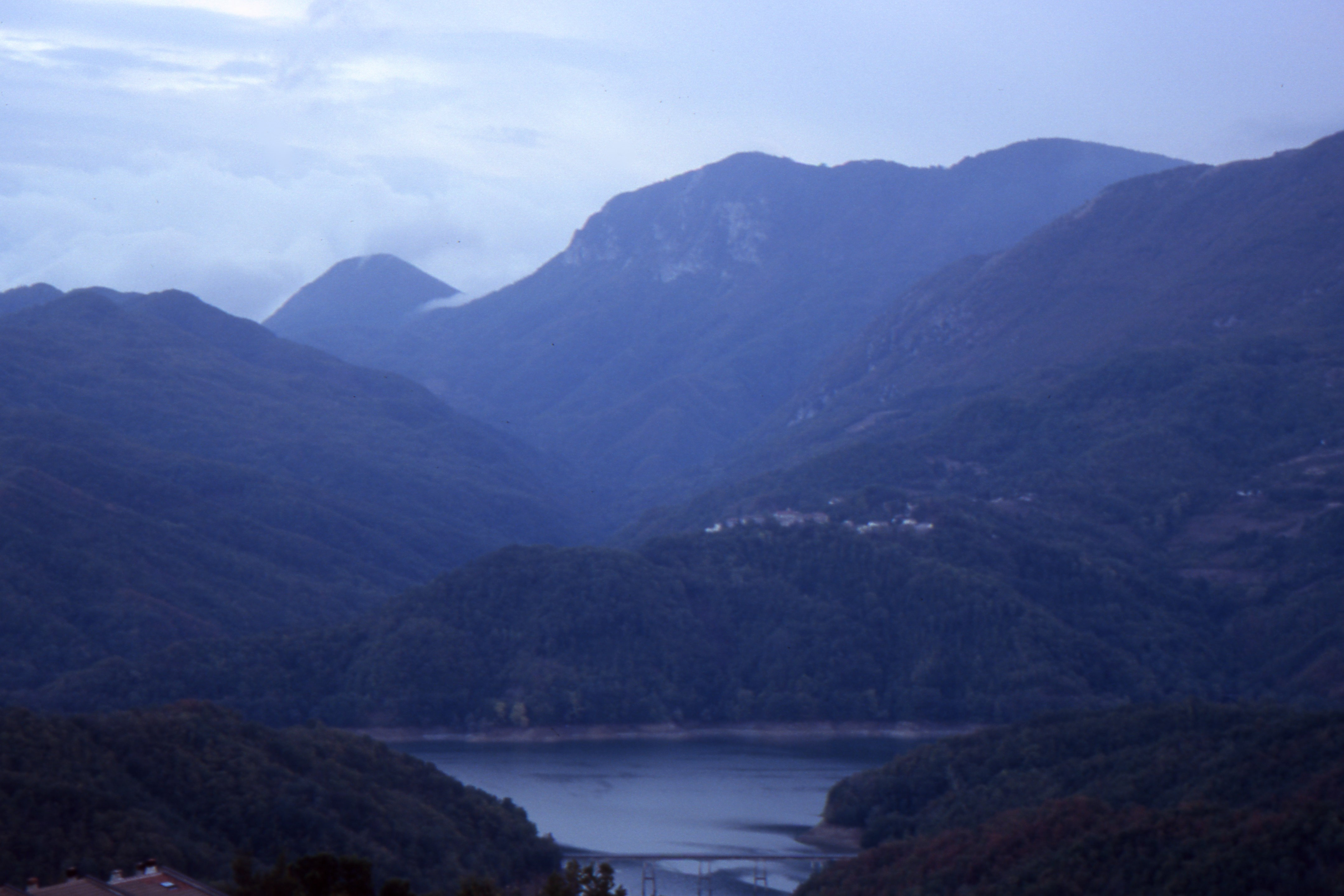
Il lago con Poggio Vittiano e il Monte Navegna alle spalle

Il lago di conformazione molto allungata, all'apparenza come un enorme fiume o fiordo, e dall'importante perimetro per via anche della linea costiera molto frastagliata, segue fedelmente la stretta conformazione dell'omonima Valle del Salto ed è compreso prevalentemente nel comune di Petrella Salto, ma parte delle sue acque ricadono anche entro i confini dei comuni di Pescorocchiano, Fiamignano, Varco Sabino e Marcetelli.
Per la sua realizzazione sono stati cancellati e ricostruiti sulle sponde i centri abitati di Borgo San Pietro, Teglieto e Fiumata, frazioni di Petrella Salto, e Sant'Ippolito, frazione di Fiamignano. Di questi si ricorda il primo come marginale esempio di architettura razionalistica italiana in una provincia durante il Fascismo segnata prevalentemente da interventi rurali e forestali.

Una grossa lapide incisa nella roccia presso la diga del Salto, situata nel bordo nord-occidentale del lago, ricorda le vittime per la costruzione del possente sbarramento cementizio alto oltre 90 m, all'epoca della sua costruzione la diga più alta d'Italia. Tutta la valle del Salto in corrispondenza del lago è coperta da fitti boschi lungo le pendici montuose dei monti che diradano bruscamente sul lago.

### Clima

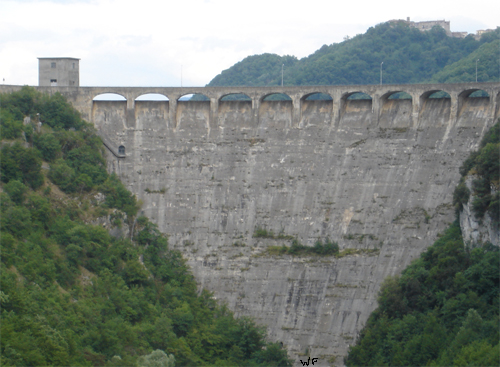
La diga del Salto e sullo sfondo Poggio Vittiano, frazione di Varco Sabino

Il clima della zona bassa del lago è quello tipico delle zone di collina ovvero con inverni non particolarmente freddi e umidi grazie anche all'azione mitigatrice del lago, abbastanza profondo; le zone montane prospicienti il lago hanno un clima più rigido con inverni più freddi, ma comunque mitigati dalla presenza del lago stesso. Le estati sono calde e a tratti afose.

### Fauna
La fauna ittica è composta da elementi alloctoni o di ripopolamento: carpa, carpa erbivora, tinca, trota, anguilla, cavedani, carassi, gardon, breme, alborelle, persico reale e luccio, persico trota, persico sole, siluro, scardola. Fra i crostacei sono presenti il gambero turco e il gambero americano.

### Accessibilità
Gli accessi stradali primari sono attraverso la Strada statale 578 Salto Cicolana sia provenendo da Rieti sia dalla A24 "Roma-Teramo" attraverso l'uscita "Valle del Salto". Accessi stradali secondari montani provengono dal territorio abruzzese (Tornimparte), dalla bassa Sabina (Lago del Turano), dal carseolano (Pietrasecca-Tufo) e dall'abitato di Torano-Grotti. Avrebbe dovuto servire la zona anche la ferrovia Rieti-Avezzano, più volte progettata prima della creazione del lago, ma mai realizzata.

## Turismo

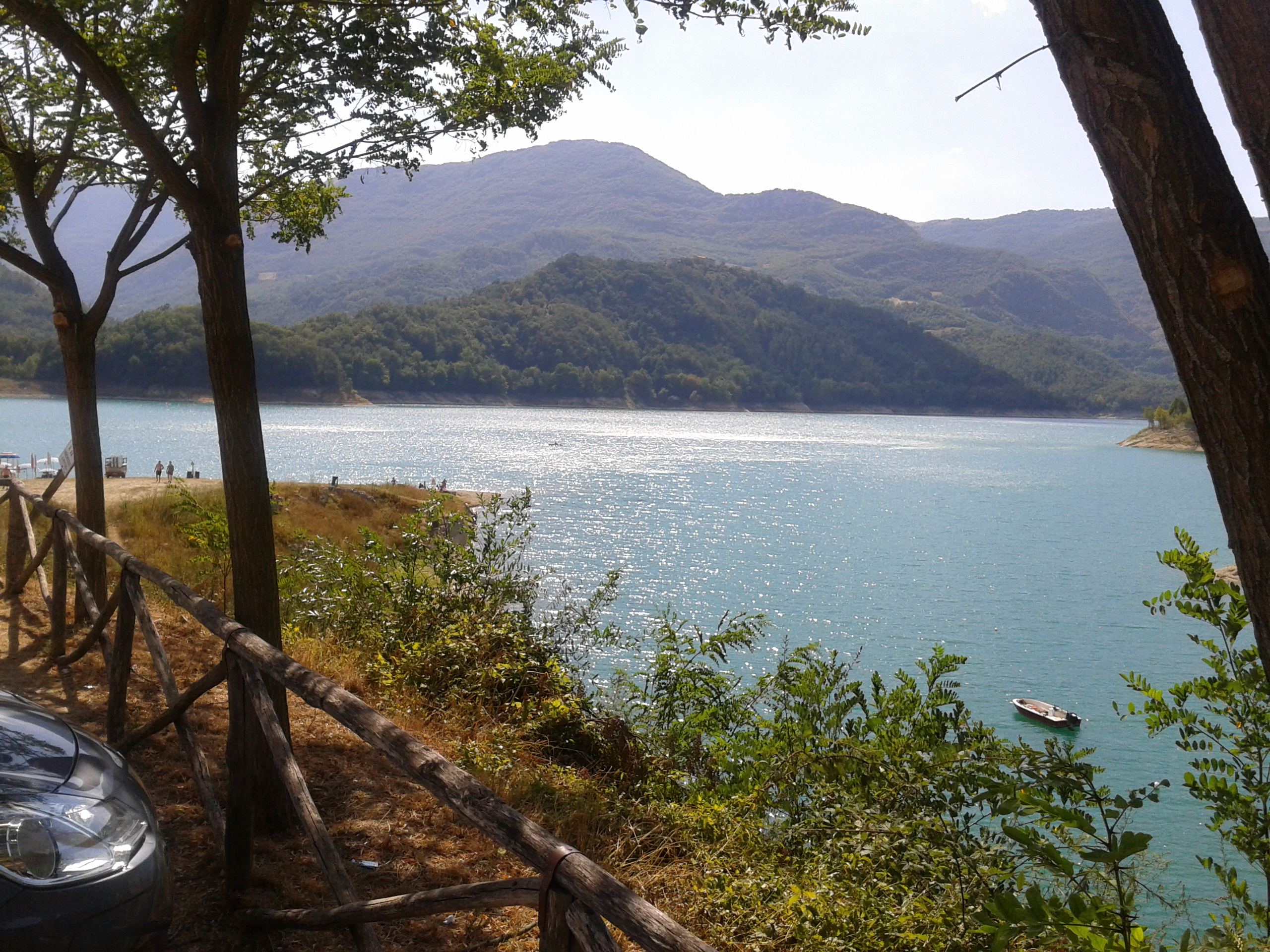
Spiagge sul lago (Borgo San Pietro)

Presso i paesi di Fiumata e di Borgo San Pietro (entrambi lungo le sponde settentrionali) è possibile accedere alla costa attraverso spiagge attrezzate e balneabili che permettono anche il noleggio di attrezzature turistiche quali ombrelloni, sdraio, pedalò e canoe.
Negli ultimi anni il bacino è diventato un importante punto di riferimento per gli amanti del wakeboard. Alcune prestigiose gare nazionali e internazionali, tra cui i campionati Europei, si disputano proprio nel Lago del Salto.

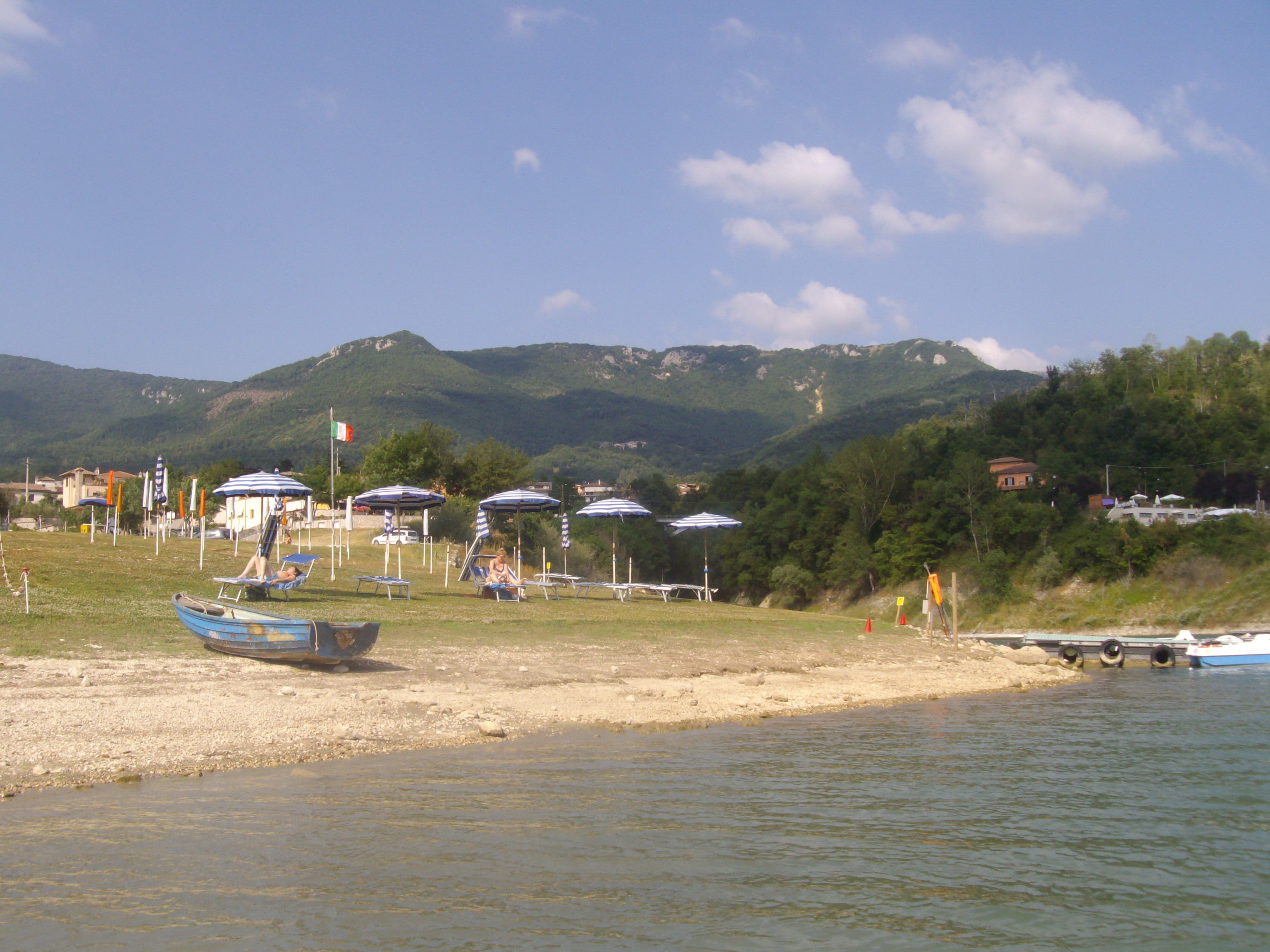
Spiagge sul lago (Borgo San Pietro)

Meta di turismo estivo nonché di pesca, la Strada statale 578 e un sistema viario secondario ne percorrono tutto il perimetro rendendo facilmente accessibile buona parte delle sue acque e le numerose insenature vallive che lo caratterizzano. Le colline circostanti prevalentemente boscose, le temperature fortemente mitigate dalla presenza del lago e i suddetti collegamenti viari lo rendono meta frequente di gitanti non solo dal Lazio.

## Cinema
Al lago del Salto è stata girata parte del film di Gabriele Salvatores Educazione siberiana, nonché la miniserie TV Hundred to Go e la seconda stagione di R.I.S. - Delitti imperfetti.